# Steinbergstraße 7a, 9–17, 19, 21 (Gernrode)

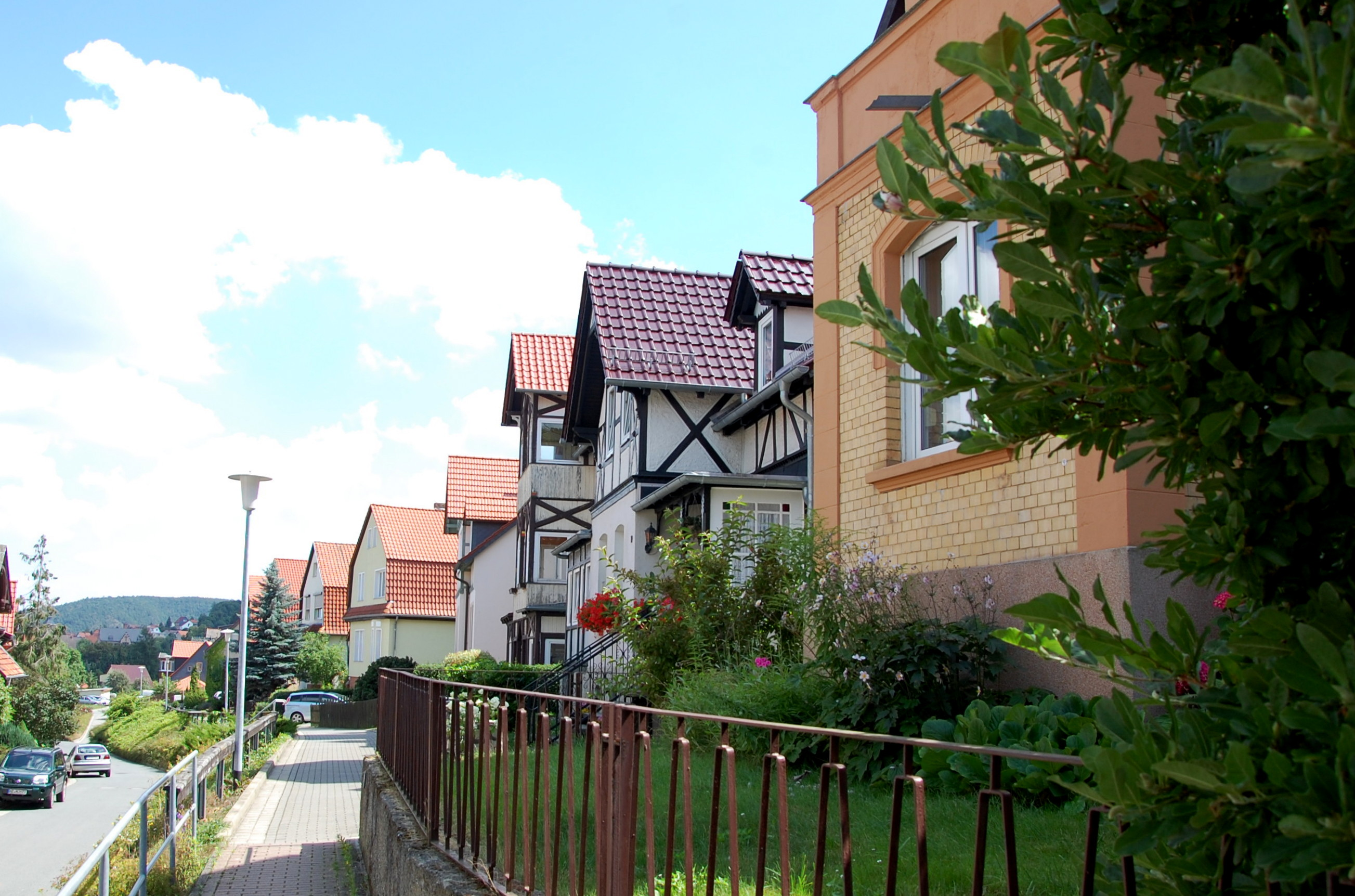
Häusergruppe Steinbergstraße

Steinbergstraße 7a, 9–17, 19, 21 ist die im örtlichen Denkmalverzeichnis eingetragene Bezeichnung für einen denkmalgeschützten Straßenzug im zur Stadt Quedlinburg in Sachsen-Anhalt gehörenden Ortsteil Stadt Gernrode.

## Lage
Er befindet sich westlich des historischen Ortskern Gernrodes im Bereich einer Hanglage.

## Architektur und Geschichte
Die Häusergruppe entstand in der Zeit ab 1890/1900. Einige der Wohnhäuser sind im Stil des Historismus errichtet und erinnern in ihrer Gestaltung an Villen.
Zur Häusergruppe gehört auch das darüber hinaus als Einzeldenkmal ausgewiesene Haus Steinbergstraße 10.